# Dangpa
Dangpa is de Koreaanse naam voor een drietandige speer die voor het eerst beschreven werd in de Muyejebo, een zestiende-eeuws klassiek werk uit de Joseon Dynastie dat werd samengesteld door Han Gyo (한교).

## Types
Er zijn verschillende types dangpa, de ijzeren dangpa, cheolpa (철파, 鐵鈀) genoemd en de houten dangpa, mokpa (목파, 木鈀) genoemd. De twee buitenste tanden van de cheolpa zijn licht gebogen. De tanden van de mokpa waren gemaakt van hout beslagen met ijzer.
De middelste tand was altijd iets langer dan de twee buitenste tanden. Op die manier werd voorkomen dat het wapen vast kwam te zitten wanneer er iemand mee werd gestoken.
Aan het andere einde van staf was ook een scherpe punt bevestigd.

## Technieken
In de later geschreven Muyedobotongji wordt één set met technieken beschreven. De vorm, bestaande uit 22 technieken heet dangpa jongbo (당파총보, 鐺鈀總譜) en is voorzien van een diagram waarin de vorm wordt uitgelegd, dangpa chongdo (당파총도, 鐺鈀總圖) genoemd.